# Relieve de la República Dominicana

Isla La Española

La República Dominicana, ubicada en la isla de La Española en el Caribe, presenta un relieve variado y accidentado, caracterizado por montañas, valles, mesetas y llanuras costeras. Su configuración geográfica es el resultado de complejos procesos tectónicos y erosivos que han dado forma a su territorio a lo largo de millones de años.

## Cordilleras y sistemas montañosos
El país cuenta con varias cordilleras y sistemas montañosos que se extienden en dirección noroeste-sureste:
- Cordillera Central: Es la formación montañosa más extensa y elevada del país, y en ella se encuentra el Pico Duarte, con 3,098 metros sobre el nivel del mar, la cima más alta del Caribe. Esta cordillera se extiende desde la frontera con Haití hasta la región oriental de la isla.[4][5]
- Cordillera Septentrional: Situada al norte de la isla, corre paralela a la costa atlántica. Sus montañas son menos elevadas que las de la Cordillera Central, pero alcanzan alturas considerables, como el Pico Diego de Ocampo (1,249 m).[6]
- Cordillera Oriental: Ubicada en la parte este del país, presenta elevaciones moderadas y colinas onduladas.[7]

Sierra de Bahoruco y Sierra de Neiba: Situadas en el suroeste del país, estas sierras presentan paisajes áridos y bosques secos, con alturas que oscilan entre los 1,000 y 2,300 metros.

## Valles y depresiones
Entre las principales depresiones y valles se encuentran:
- Valle del Cibao: Se extiende entre la Cordillera Central y la Cordillera Septentrional. Es la región más fértil del país y un importante centro agrícola.[10]
- Valle de San Juan: Ubicado en la parte occidental del país, es una importante zona de producción agropecuaria.[11]
- Hoya de Enriquillo: Es una depresión endorreica situada en el suroeste del país, donde se encuentra el Lago Enriquillo, el cuerpo de agua más grande y el punto más bajo del Caribe, a unos 44 metros bajo el nivel del mar.[12]

## Llanuras costeras
El país posee varias llanuras costeras que favorecen el desarrollo de la agricultura y la actividad turística:
- Llanura Costera del Caribe: Ubicada en el sureste del país, es una de las regiones más densamente pobladas y sede de la capital, Santo Domingo.[13]
- Llanura Costera del Atlántico: Se encuentra al norte y es una región de gran actividad agrícola y turística, especialmente en la provincia de Puerto Plata.[14]

## El relieve en la economía y el clima
El relieve de la República Dominicana desempeña un papel crucial en la economía y el clima del país, ya que influye en la distribución de temperaturas, precipitaciones y en las actividades productivas. Las montañas, valles, llanuras y costas crean condiciones climáticas diversas que impactan sectores clave como la agricultura, la ganadería, el turismo y la generación de energía.
En términos económicos, el relieve favorece el desarrollo agrícola y ganadero. Los valles y llanuras, como el Valle del Cibao, ofrecen suelos fértiles y condiciones climáticas óptimas para el cultivo de productos esenciales como arroz, banano, tabaco, cacao y café, los cuales tienen una gran demanda tanto en el mercado local como en las exportaciones. Por otro lado, las zonas montañosas, como Constanza y Jarabacoa, poseen un clima más fresco que permite la producción de frutas y vegetales de clima templado, además de ser ideales para la crianza de ganado en pastizales de altura.
El turismo es otro sector económico directamente influenciado por el relieve. Las costas dominicanas, con sus playas paradisíacas, son el principal atractivo para el turismo de sol y playa, impulsando el desarrollo hotelero en destinos como Punta Cana, Samaná y Puerto Plata. A su vez, las montañas y parques naturales fomentan el ecoturismo y el turismo de aventura, ofreciendo actividades como senderismo, montañismo y rafting, lo que dinamiza la economía de comunidades en regiones de altura.
En cuanto al clima, el relieve actúa como una barrera natural que modifica los patrones de temperatura y lluvia. Las montañas, como la Cordillera Central, generan microclimas al atrapar la humedad de los vientos alisios, lo que favorece la presencia de zonas más húmedas en el lado de barlovento y más secas en el de sotavento. Esto explica las diferencias climáticas entre regiones como el suroeste árido y el Cibao húmedo y fértil.
Además, el relieve influye en la generación de energía renovable. Las montañas permiten el aprovechamiento de los ríos para la construcción de represas hidroeléctricas, que son una fuente importante de electricidad en el país. De igual manera, la disposición del terreno en algunas regiones favorece la instalación de parques eólicos, que contribuyen a la diversificación energética y la reducción de la dependencia de combustibles fósiles.